# 안윤덕
안윤덕(1457년 ~ 1535년)은 조선 중기의 문신으로 본관은 광주, 자는 선경이며, 시호는 익헌이다. 참판을 지낸 안성의 증손이며, 할아버지는 안종생, 아버지는 안동판관을 지낸 안팽로이다. 어머니는 참판을 지내고 복천군에 봉해진 권개의 딸이다.

## 생애
성종 때 문과에 급제하였고 성균관학록으로 벼슬을 시작하여 사간원정언에 올랐다. 이후 사헌부지평에 올랐고 연산군 즉위 이후 사간원사간으로 승차하였다. 이후 홍문관직제학으로 승차하였고 동부승지로 당상관에 올랐으며 좌부승지, 우승지, 좌승지를 거쳐 도승지에 올랐다. 그러다가 경상도관찰사로 외직에 나갔고 이후 내직으로 돌아와서 형조참판, 예조참판, 홍문관부제학을 하면서 특진관을 겸했다. 이후 다시 형조참판이 되어서 동지의금부사와 세자좌부빈객을 겸했고 경기도관찰사에 제수되었으나 갑자사화에 연루되어 유배되었다. 그러나 중종반정 이후 풀려나와서 한성부좌윤에 제수되었고 다시 형조참판을 거쳐 이조판서에 올랐다. 그러나 이후 체직되었고 공조참판, 병조참판을 거쳐 지중추부사에 올라서 부원수와 도순찰사를 겸하면서 삼포왜란을 평정하였다. 그 뒤 한성부판윤이 되었다가 다시 형조참판으로 체직되었다. 이후 다시 한성부판윤에 제수되었고 형조판서로 영전한 뒤 우상대장을 겸하고 다시 지중추부사가 되었다. 그 이후에는 평안도관찰사로 다시 외직에 나갔다가 지중추부사로 순찰사를 겸하고 특진관을 다시 겸했다. 그 이후 공조판서가 되었고 호조판서를 하면서 비변사당상을 겸하다가 좌참찬으로 승차하였다. 이후 다시 공조판서에 제수되었다가 1535년에 별세했다.